# Herb McKenley
Herbert Henry "Herb" McKenley (Clarendon, 10 de julho de 1922 - Kingston, 26 de novembro de 2007) foi um velocista e campeão olímpico jamaicano.
Filho de um médico, nasceu e cresceu em Pleasant Valley, na área rural da paróquia de Clarendon, na Jamaica, e em 1942 conseguiu uma bolsa de estudos para o Boston College, nos Estados Unidos. Entre 1946 e 1948, já aluno da Universidade de Illinois, ele foi o campeão de distâncias entre os 200 m e as 440 jardas das duas principais associações atléticas amadoras dos Estados Unidos, e em 1947 fez o melhor tempo do ano no mundo para as três corridas de velocidade, 100 m (10s3), 200 m (20s4) e 400 m (46s2).
Em 1948, pouco antes de Jogos Olímpicos de Londres, McKenley quebrou o recorde mundial das 440 jardas, com a marca de 46s0, e um mês depois conquistou outro, 45s9, para os 400 m. Mas nos Jogos propriamente ditos, conseguiu apenas a medalha de prata na prova, perdendo o ouro para seu compatriota Arthur Wint e ficou em quarto lugar nos 200 m. Ele é o único atleta na história a ter disputado as finais olímpicas das três provas de velocidade - 100 m, 200 m e 400 m - e nos I Jogos Pan-Americanos, realizados em Buenos Aires em 1951, conseguiu a proeza de conquistar a medalha de bronze em todas as três provas, feito nunca mais igualado.
Em Helsinque 1952, McKenley conquistou a medalha de prata nos 100 m rasos e novamente uma prata nos 400 m, desta vez perdendo também para outro compatriota, George Rhoden. Seu título olímpico e único ouro da carreira finalmente veio no revezamento 4x400 m, em que a equipe jamaicana, formada por ele, Wint, Rhoden e Leslie Laing, quebrou o recorde olímpico e mundial da prova em 3m03s9. Nesta prova, ele fez a sua 'perna' dos 400 m em 44s6, que durante 20 anos foi o mais rápido tempo já corrido pelo homem na distância dos 400 metros.
Após se retirar das pistas, trabalhou como técnico da equipe jamaicana de atletismo entre 1954 e 1973 e também ocupou o cargo de presidente da Associação Atlética Amadora da Jamaica. Pelos serviços prestados ao esporte, foi condecorado em 2004 com a Ordem do Mérito da Jamaica. Considerado o "Pai" do atletismo jamaicano, está enterrado no National Heroes Park em Kingston, capital do país.